# Sunshine State Conference
La Sunshine State Conference (en español: (Conferencia del Estado Soleado) es una conferencia de la División II de la NCAA, con la sede central en Melbourne (Florida).
Se creó en 1975 como una conferencia de baloncesto, para ir ampliando su cobertura de deportes paulatinamente. 

## Miembros

### Miembros actuales
| Institución                          | Localización             | Equipo           | Tipo    | Año de unión |
| ------------------------------------ | ------------------------ | ---------------- | ------- | ------------ |
| Eckerd College                       | San Petersburgo, Florida | Tritons          | Privada | 1975         |
| Universidad Aeronáutica Embry–Riddle | Daytona Beach, Florida   | Eagles           | Privada | 2015         |
| Florida Southern College             | Lakeland, Florida        | Moccasins        | Privada | 1975         |
| Instituto de Tecnología de Florida   | Melbourne, Florida       | Panthers         | Privada | 1981         |
| Rollins College                      | Winter Park, Florida     | Tars             | Privada | 1975         |
| Universidad Barry                    | Miami Shores, Florida    | Buccaneers       | Privada | 1988         |
| Universidad de Saint Leo             | Saint Leo, Florida       | Lions            | Privada | 1975         |
| Universidad de Tampa                 | Tampa, Florida           | Spartans         | Privada | 1981         |
| Universidad Lynn                     | Boca Ratón, Florida      | Fighting Knights | Privada | 1997         |
| Universidad Atántica de Palm Beach   | West Palm Beach, Florida | Sailfish         | Privada | 2015         |
| Universidad Nova Suroriental         | Davie, Florida           | Sharks           | Privada | 2002         |

### Antiguos miembros
| Institución                      | Localización           | Equipo         | Tipo    | Año de unión | Año de salida | Conferencia actual                                       |
| -------------------------------- | ---------------------- | -------------- | ------- | ------------ | ------------- | -------------------------------------------------------- |
| Universidad de Florida Central   | Orlando, Florida       | Golden Knights | Publica | 1975         | 1984          | American Athletic Conference (Big 12 Conference en 2023) |
| Universidad Santo Tomás          | Miami Gardens, Florida | Bobcats        | Privada | 1975         | 1897          | The Sun Conference                                       |
| Universidad del Norte de Florida | Jacksonville, Florida  | Ospreys        | Publica | 1992         | 1997          | ASUN Conference                                          |

- Datos: Q7641578